# Década de 1350
Séculos: Século XIII - Século XIV - Século XV
Décadas: 1320 1330 1340 - 1350 - 1360 1370 1380
Anos: 1350 - 1351 - 1352 - 1353 - 1354 - 1355 - 1356 - 1357 - 1358 - 1359